# Stazione di Pantiere di Castelbellino
La stazione di Pantiere di Castelbellino è una stazione ferroviaria posta sulla linea Roma-Ancona; si trova nella frazione di Pantiere nel territorio comunale di Castelbellino in provincia di Ancona.